# FC Dinamo București în sezonul 1967-1968
Sezonul 1967-68 este al 19-lea sezon pentru FC Dinamo București în Divizia A. Dinamo obține pentru a treia oară Cupa României, după o finală în care a învins după prelungiri pe Rapid București. În campionat, Dinamo încheie doar pe locul trei, la două puncte în urma primelor două clasate, Steaua și FC Argeș. 

## Rezultate
| Divizia A | Divizia A          | Divizia A             | Divizia A | Divizia A |
| Etapa     | Data               | Adversar              | Stadion   | Rezultat  |
| --------- | ------------------ | --------------------- | --------- | --------- |
| 1         | 20 august 1967     | Petrolul Ploiești     | deplasare | 1-0       |
| 2         | 27 august 1967     | Universitatea Craiova | acasă     | 2-2       |
| 3         | 3 septembrie 1967  | Progresul București   | deplasare | 0-0       |
| 4         | 18 octombrie 1967  | FC Argeș              | deplasare | 1-1       |
| 5         | 10 septembrie 1967 | Dinamo Bacău          | acasă     | 3-0       |
| 6         | 17 septembrie 1967 | Steagul Roșu Brașov   | deplasare | 1-1       |
| 7         | 23 septembrie 1967 | Steaua București      | acasă     | 0-1       |
| 8         | 1 octombrie 1967   | UTA                   | acasă     | 0-1       |
| 9         | 15 octombrie 1967  | Farul Constanța       | deplasare | 0-4       |
| 10        | 22 octombrie 1967  | Jiul Petroșani        | acasă     | 0-0       |
| 11        | 5 noiembrie 1967   | Rapid București       | acasă     | 3-2       |
| 12        | 12 noiembrie 1967  | ASA Târgu Mureș       | deplasare | 1-2       |
| 13        | 29 noiembrie 1967  | Universitatea Cluj    | acasă     | 2-4       |
| 14        | 10 martie 1968     | Petrolul Ploiești     | acasă     | 1-2       |
| 15        | 17 martie 1968     | Universitatea Craiova | deplasare | 1-0       |
| 16        | 24 martie 1968     | Progresul București   | acasă     | 2-1       |
| 17        | 31 martie 1968     | FC Argeș              | acasă     | 1-0       |
| 18        | 7 aprilie 1968     | Dinamo Bacău          | deplasare | 1-0       |
| 19        | 14 aprilie 1968    | Steagul Roșu Brașov   | acasă     | 1-0       |
| 20        | 21 aprilie 1968    | Steaua București      | deplasare | 2-0       |
| 21        | 28 aprilie 1968    | UTA                   | deplasare | 0-1       |
| 22        | 5 mai 1968         | Farul Constanța       | acasă     | 2-1       |
| 23        | 12 mai 1968        | Jiul Petroșani        | deplasare | 1-0       |
| 24        | 29 mai 1968        | Rapid București       | deplasare | 3-1       |
| 25        | 26 mai 1968        | ASA Târgu Mureș       | acasă     | 5-2       |
| 26        | 9 iunie 1968       | Universitatea Cluj    | deplasare | 0-5       |

| Cupa României | Cupa României   | Cupa României       | Cupa României | Cupa României |
| Etapa         | Data            | Adversar            | Stadion       | Rezultat      |
| ------------- | --------------- | ------------------- | ------------- | ------------- |
| șaisprezecimi | 3 martie 1968   | Metalul București   | deplasare     | 1-0           |
| optimi        | 3 aprilie 1968  | Chimia Suceava      | Bacău         | 1-0           |
| sferturi      | 17 aprilie 1968 | CFR Timișoara       | Tr.Severin    | 2-1           |
| semifinale    | 12 iunie 1968   | Progresul București | București     | 4-3           |
| finala        | 16 iunie 1968   | Rapid București     | București     | 3-1           |

| Câștigătorii Cupei României, ediția 1967-68 |
| ------------------------------------------- |
| Dinamo București Al Treilea Trofeu          |

| Legendă    |
| ---------- |
| victorie   |
| egal       |
| înfrângere |

## Finala Cupei României
| 16 iunie 1968 | Dinamo București                                | 3 – 1 | Rapid București           | Stadionul 23 August, București Spectatori: 50.000 Arbitru: Vasile Dumitrescu (București) |
| 16 iunie 1968 | Florea Dumitrache 78' Mircea Lucescu 115', 116' |       | Constantin Năsturescu 70' | Stadionul 23 August, București Spectatori: 50.000 Arbitru: Vasile Dumitrescu (București) |

| DINAMO:      |                    |     |
|              |                    |     |
| P            | Spiridon Niculescu |     |
| F            | Cornel Popa        |     |
| F            | Ion Nunweiller     |     |
| F            | Cornel Dinu        |     |
| F            | Constantin Ștefan  |     |
| M            | Vasile Gergely     |     |
| M            | Mircea Stoenescu   |     |
| A            | Nicolae Nagy       | 77' |
| A            | Florea Dumitrache  |     |
| A            | Ion Pîrcălab       |     |
| A            | Ion Hajdu          |     |
| Înlocuiri:   |                    |     |
| A            | Mircea Lucescu     | 77' |
| Antrenor:    |                    |     |
| Bazil Marian |                    |     |

| RAPID:            |                       |     |
|                   |                       |     |
| P                 | Răducanu Necula       |     |
| F                 | Nicolae Lupescu       |     |
| F                 | Ion Motroc            |     |
| F                 | Dan Coe               |     |
| F                 | Ilie Greavu           |     |
| M                 | Ion Dumitru           |     |
| M                 | Constantin Jamaischi  |     |
| A                 | Constantin Năsturescu |     |
| A                 | Alexadru Neagu        |     |
| A                 | Ion Ionescu           | 68' |
| A                 | Teofil Codreanu       |     |
| Înlocuiri:        |                       |     |
| A                 | Marian Petreanu       | 68' |
| Antrenor:         |                       |     |
| Valentin Stănescu |                       |     |

## Echipa
Portari: Ilie Datcu, Spiridon Niculescu.
Fundași: Alexandru Boc, Ion Nunweiller, Corneliu Popa, Lazăr Pârvu, Mircea Stoenescu, Constantin Ștefan.
Mijlocași: Cornel Dinu, Vasile Gergely, Radu Nunweiller, Viorel Sălceanu.
Atacanți: Florea Dumitrache, Ion Hajdu, Mircea Lucescu, Nicolae Nagy, Ion Pîrcălab, Octavian Popescu, Iosif Varga.

### Transferuri
Mircea Lucescu revine la Dinamo după împrumutul la Politehnica București. Este transferat Alexandru Boc de la Petrolul Ploiești, la schimb cu Gheorghe Grozea. Lică Nunweiller, Gheorghe Ene și Daniel Ene sunt transferați la Dinamo Bacău.